# Hans Jacob Horst
Hans Jacob Horst, född 7 november 1848, död 17 mars 1931, var en norsk skolman och politiker.
Horst tog en cand. mag. 1874, var läroverkslektor 1892-1908, stortingsman för venstre 1889-1903 och 1906-09, president i Odelstinget 1892-99, samt i Lagtinget 1900-03. Horst, som spelade en stor roll i den norska skolans utveckling kring sekelskiftet 1900, var fredsvän och från 1901 medlem av Stortingets Nobelkommitté och av Internationella skiljedomstolen i Haag 1906-29 med mera.